# Philipp Horn
Philipp Horn (ur. 8 listopada 1994 w Arnstadt) – niemiecki biathlonista, brązowy medalista mistrzostw świata i Europy.

## Kariera
Po raz pierwszy na arenie międzynarodowej pojawił się w 2012 roku, kiedy wystąpił na mistrzostwach świata juniorów w Kontiolahti. Zajął tam 30. miejsce w biegu indywidualnym i 70. w sprincie. Podczas rozgrywanych rok później mistrzostw świata juniorów w Obertilliach zdobył srebrny medal w sztafecie, a indywidualnie był między innymi jedenasty w sprincie.
W Pucharze Świata zadebiutował 2 grudnia 2018 roku w Pokljuce, zajmując 7. miejsce w sztafecie mieszanej. Swoje pierwsze punkty w Pucharze Świata zdobył w tej samej miejscowości, w biegu pościgowym zajmując 28. miejsce.
Na mistrzostwach świata w Rasen-Antholz w 2020 roku wspólnie z Erikiem Lesserem, Arndem Peifferem i Benediktem Dollem zdobył srebrny medal w sztafecie. Na tej samej imprezie był też między innymi ósmy w sprincie i osiemnasty w biegu pościgowym.

## Osiągnięcia

### Mistrzostwa świata
| Rok  | Miejscowość   | Konkurencje | Konkurencje | Konkurencje | Konkurencje | Konkurencje | Konkurencje | Konkurencje |
| Rok  | Miejscowość   | IN          | SP          | PU          | MS          | RL          | MR          | SR          |
| ---- | ------------- | ----------- | ----------- | ----------- | ----------- | ----------- | ----------- | ----------- |
| 2020 | Rasen-Antholz | 21.         | 8.          | 18.         | 24.         | 3.          | –           | –           |
| 2024 | Nové Město    | 43.         | 25.         | 17.         | –           | –           | –           | –           |
| 2025 | Lenzerheide   | 7.          | 44.         | 17.         | 13.         | 3.          | –           | –           |

### Mistrzostwa Europy
| Rok  | Miejscowość | Konkurencje | Konkurencje | Konkurencje | Konkurencje | Konkurencje | Konkurencje | Konkurencje |
| Rok  | Miejscowość | IN          | SP          | PU          | MS          | RL          | MR          | SR          |
| ---- | ----------- | ----------- | ----------- | ----------- | ----------- | ----------- | ----------- | ----------- |
| 2016 | Tiumeń      | nd.         | 36.         | 26.         | 28.         | nd.         | nd.         | ?.          |
| 2018 | Ridnaun     | 3.          | 28.         | 22.         | nd.         | nd.         | 7.          | ?.          |

### Puchar Świata

#### Miejsca w klasyfikacji generalnej
| Sezon     | Miejsce |
| --------- | ------- |
| 2018/2019 | 66.     |
| 2019/2020 | 18.     |
| 2020/2021 | 54.     |
| 2021/2022 | 46.     |
| 2022/2023 | 56.     |
| 2023/2024 | 20.     |
| 2024/2025 | 23.     |

#### Miejsca na podium w zawodach PŚ
Horn nigdy nie stanął na podium indywidualnych zawodów PŚ.